# Motor Essex V6 de Ford
El motor Essex V6 és un motor de tipus pushrod fabricat per Ford Motor Company a la planta de Windsor, Ontario, Canadà des del 1982. A diferència del seu homònim britànic (Essex V6 de Regne Unit), l'Essex canadenc té un disseny del motor amb cilindres en V a 90°.

## Història
L'Essex és un motor OHV amb culata d'alumini (això permet que el motor tingui un pes inferior, a part de fer-lo un motor més potent) i disponible amb les cilindrades 3.8 L (el 2004 se substitueix per un 3.9L) per als cotxes mid size i furgonetes i el 4.2 L per als pick up.
Juntament amb el Vulcan V6, són els dos últims motors pushrod fabricats per Ford.
Els orígens d'aquests motors són poc clars. Molts opinen que l'Essex és un Windsor V8 amb 2 cilindres retallats, però les diferències entre aquest i el Windsor fan que aquesta opció no sigui clara. Uns altres opinen que se tracta d'una còpia del Motor Buick V6.

## 3.8
El motor 3.8 L (3797 cc/232 in³) va ser fabricat els anys 1982-2003. El diàmetre (bore) era de 96,8 mm i la carrera (stroke) de 86 mm. Aquest motor ha rebut diferents sistemes d'alimentació del motor:
- Fins al 1984 el motor era alimentat per un carburador de doble cos Motorcraft 2150 i la potència era de 112 cv @ 4200 rpm i 237 N·m @ 2800 rpm de torsió.
- A partir del 1984 i fins al 1988, equipa un sistema d'injecció electrònica CFI que actualitza la potència a 120 cv @ 3600 rpm i 278 N·m @ 1600 rpm.
- A partir del 1988 equipa un sistema d'injecció electrònica MPFI que actualitza la potència a 140 cv i 292 N·m.

Les unitats policíaques del Ford Taurus, Lincoln Continental i Ford Windstar van tenir una versió High Output del motor 3.8 L que oferia un rendiment de 160-200 cv i una torsió de 298-312 N·m.
Els anys 1989-1995 va fabricar-se una versió d'aquest motor amb un compressor en el Ford Thunderbird Super Coupe i Mercury Cougar XR-7 (anys 1989 i 1990). La potència és de 230 cv i 447 N·m.
El 1999 el Ford Mustang rep una versió del motor 3.8 L amb pistons coberts de tefló o la tecnologia VLIM. La potència és de 190 cv.
Vehicles que equipen aquest motor:
- 1982 Ford Granada
- 1982-1983 Ford F-series
- 1982-1997 Ford Thunderbird
- 1982-1997 Mercury Cougar
- 1982-1986, 1994-2004 Ford Mustang
- 1982-1986 Mercury Capri
- 1983-1986 Ford LTD i Mercury Marquis
- 1988-1995 Ford Taurus i Mercury Sable
- 1988-1994 Lincoln Continental
- 1995-2003 Ford Windstar

## 3.9
El motor 3.9 L (3857 cc/238 in³) s'està fabricant des de l'any 2004. El diàmetre (bore) era de 96,8 mm i la carrera (stroke) de 87,9 mm.
Vehicles que equipen aquest motor:
- 2004 Ford Mustang
- 2004-actualitat Ford Freestar

## 4.2
El motor 4.2 L (4195 cc/256 in³) va aparèixer el 1997 com un substitut del 300 de 6 cilindres en línia. Es tracta d'una versió del motor 3.8 L amb una carrera més llarga i de 2 vàlvules per cilindre. El diàmetre (bore) és de 96,8 mm i la carrera (stroke) de 95 mm. Ford el ven sota el nom tècnic de ESG-642.
Vehicles que equipen aquest motor:
- 1997-actualitat Ford Econoline
- 1997-actualitat Ford F-150
- 2004-2007 Ford Freestar
- 2004-2006 Mercury Monterey